# JW 매리엇 마키스 두바이
JW 매리엇 마키스 두바이(영어: JW-Marriott Marquis Dubai)는 아랍에미리트 두바이에 위치한 초고층 호텔이다. 메리어트 호텔 소속으로 세계에서 가장 호화로운 호텔 중 하나로 꼽힌다. 2006년에 착공하여 타워 1이 2012년에 완공하였고 타워 2가 2013년에 완공하였다.

## 갤러리

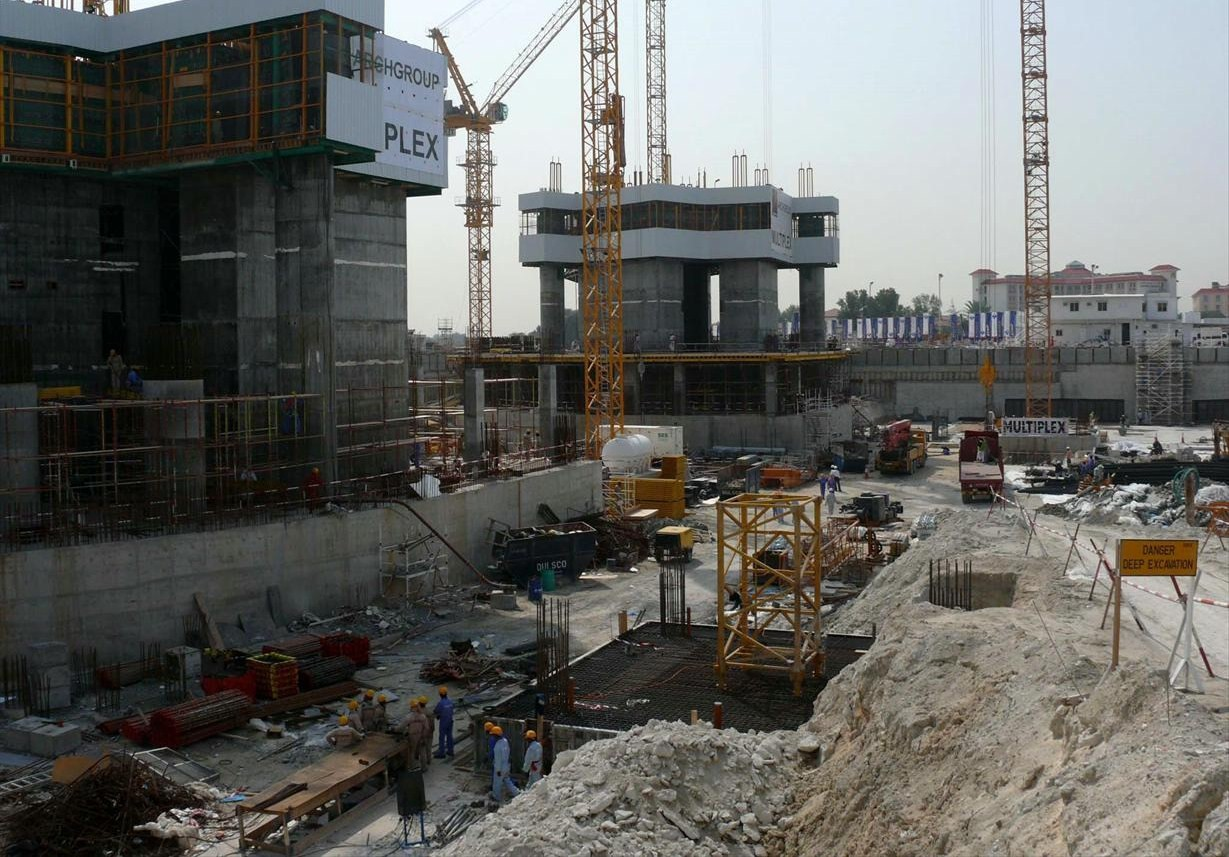
2008년 1월 31일
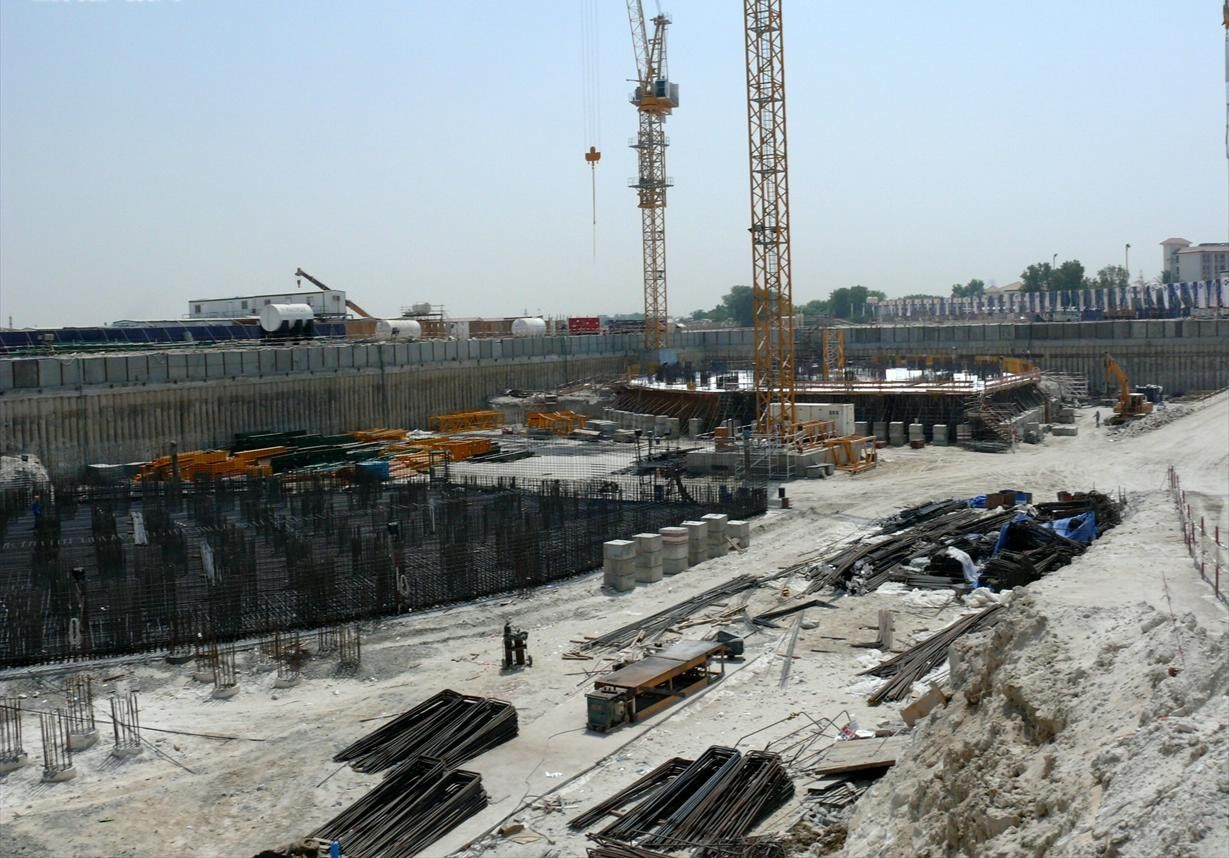
2007년 9월 20일
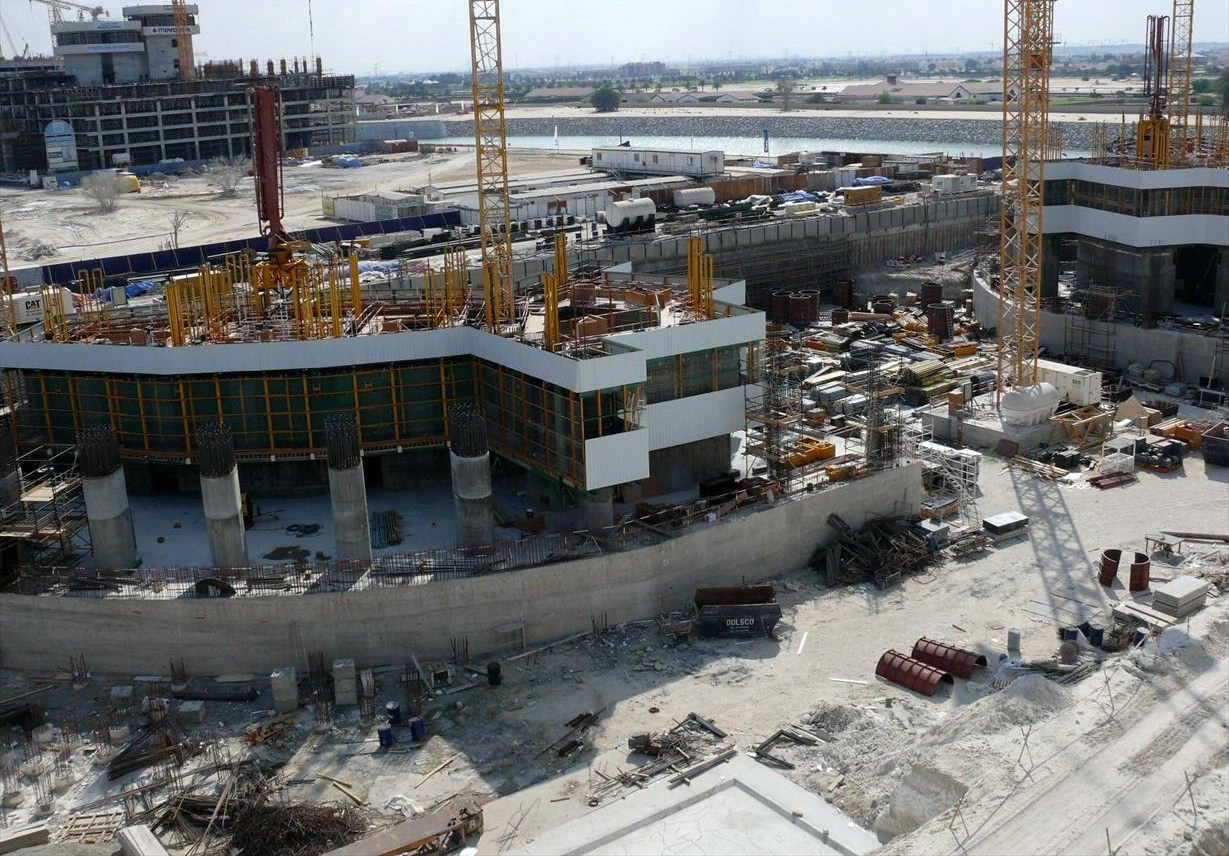
2007년 11월 28일

## 같이 보기
- 두바이의 마천루 목록
- 아랍에미리트의 마천루 목록